# Dashi
Pour les articles homonymes, voir Dashi (homonymie).
Le dashi (出汁) est un type de bouillon clair réalisé à partir de différents ingrédients séchés infusés dans de l'eau. Utilisé comme base de la cuisine japonaise, il sert notamment à l'élaboration de la soupe miso, de soupes de nouilles, de sauces et de nombreuses préparations mijotées. Le dashi est réputé pour apporter la saveur umami aux aliments.
Mélangé à de la farine, il est utilisé pour la réalisation des okonomiyaki et des takoyaki.

## Les types dedashi
Il existe cinq types de dashi nommés d'après les ingrédients qui les aromatisent : 
- dashi kombu : algues konbu,
- dashi katsuo : bonite séchée ou katsuobushi,
- dashi awase : un mélange des deux précédents. Awase signifie littéralement « mélange » en japonais,
- dashi niboshi ou iriko : alevins de sardines ou d'anchois séchés (niboshi),
- dashi shiitake : champignons shiitake séchés.

La forme la plus fréquente est le dashi awase. Les dashi kombu et shiitake sont végétariens.
Tous ces ingrédients ont comme point commun d'être sources de saveur umami grâce notamment au glutamate qu'ils contiennent. De plus, le katsuobushi est riche en inosinate disodique, également source d’umami. Le konbu est aussi source d'umami grâce au ribonucléotide IMP qu'elle contient.

## Préparation
Les ingrédients sont infusés dans de l'eau de source, puis filtrés à l'aide d'une passoire fine pour obtenir un bouillon limpide. L'infusion peut se faire à froid ou à chaud selon les ingrédients.
Il est courant de faire tremper les algues kombu dans l'eau froide la veille de la préparation pour diffuser lentement leur saveur sans en extraire les composés visqueux qui apparaissent lorsqu'on la chauffe à haute température. Cette technique peut également être utilisée pour les niboshi, préalablement étêtés et vidés, afin d'obtenir un bouillon plus subtil que lorsqu'ils sont chauffés.
Lorsque l'infusion est réalisée à chaud, les ingrédients sont portés à ébullition dans l'eau avant d'être infusés. La température de chauffe varie : proche de 70 °C pour l'algue konbu pour éviter un bouillon visqueux, et bouillis pendant plusieurs minutes pour les autres.
Il existe également aujourd'hui de nombreuses préparations industrielles en poudre, granulés ou liquides, qui sont utilisées comme substitut pour une préparation rapide et économique.

## Ichibanetniban dashi
Les ingrédients séchés sont utilisés une première fois pour préparer un bouillon aux saveurs délicates et subtiles appelé ichiban dashi. Ils peuvent ensuite être réutilisés pour produire un second dashi, nommé niban dashi, corsé et puissant, moins élégant. C'est souvent ce second bouillon qui sert à la préparation de la soupe miso.